# 拉斯瓜拉納斯
19°12′0″N 70°13′12″W / 19.20000°N 70.22000°W
拉斯瓜拉納斯（西班牙語：Las Guáranas），是多明尼加共和國的城鎮，位於該國北部，由杜華德省負責管轄，面積86.49平方公里，2012年人口19,969，人口密度每平方公里230人。